# La Civil
La Civil is een Belgisch-Roemeens-Mexicaanse film uit 2021, geregisseerd door Teodora Ana Mihai.

## Verhaal
De tienerdochter van Cielo werd gekidnapt door een drugskartel in Noord-Mexico. Ze betaalt het losgeld maar krijgt haar dochter niet terug. Als de autoriteiten geen hulp bieden, vreest Cielo dat ze haar dochter nooit meer zal terugzien. Daarom neemt ze het heft in eigen handen en besluit ze wraak te nemen op de ontvoerders. 

## Rolverdeling
| Acteur           | Personage |
| ---------------- | --------- |
| Arcelia Ramirez  | Cielo     |
| Álvaro Guerrero  | Gustavo   |
| Jorge A. Jimenez | Lamarque  |

## Productie
La Civil is het speelfilmdebuut van de Vlaams-Roemeense regisseur Teodora Ana Mihai en is gebaseerd op waargebeurde feiten over het geweld van de drugskartels in Mexico. De productie is in handen van het Antwerpse productiehuis Menuetto, in coproductie met Les Films du Fleuve, het productiehuis van Jean-Pierre en Luc Dardenne, het Roemeense Mobra Films van Gouden Palm-winnaar Cristian Mungiu en het Mexicaanse Teorema. De film werd in november-december 2020 opgenomen in Durango, Mexico, tijdens de coronapandemie. Het scenario werd geschreven door de regisseur in samenwerking met de Mexicaanse schrijver Habacuc Antonio de Rosario.

## Release
La Civil ging op 9 juli 2021 in première op het Filmfestival van Cannes in de Un Certain Regard-sectie waar hij de Prix de l'Audace won. La Civil werd ook gekozen als openingsfilm van het Film Fest Gent in oktober 2021. De film kreeg positieve kritieken van de filmcritici, met een score van 100% op Rotten Tomatoes, gebaseerd op 8 beoordelingen. De film werd in 2022 genomineerd voor 4 Ensors, de belangrijkste filmprijs in Vlaanderen.

## Prijzen en nominaties
De belangrijkste:
| Jaar | Prijs                   | Categorie                            | Genomineerde(n)                               | Uitslag       |
| ---- | ----------------------- | ------------------------------------ | --------------------------------------------- | ------------- |
| 2022 | Ensors                  | Beste film                           | Beste film                                    | In afwachting |
| 2022 | Ensors                  | Beste regie                          | Teodora Ana Mihai                             | In afwachting |
| 2022 | Ensors                  | Beste scenario                       | Habacuc Antonio De Rosario, Teodora Ana Mihai | In afwachting |
| 2022 | Ensors                  | Beste montage                        | Alain Dessauvage                              | In afwachting |
| 2021 | Filmfestival van Cannes | Prix de l'Audace (Un Certain Regard) | Teodora Ana Mihai                             | Gewonnen      |